# Зоран Ђурђевић
Зоран Ђурђевић (Доње Црниљево) српски је универзитетски професор. Ректор је Криминалистичко-полицијског универзитета.

## Биографија
Рођен је у Доњем Црниљеву, код Коциљеве. Основне и магистарске студије завршио је на Полицијској академији, док је докторат одрадио на Универзитету у Београду. Радни однос у Министарству унутрашњих послова засновао је 4. октобра 1997, када је упућен и на стручно усавршавање у Управу криминалистичке полиције Полицијске управе за град Београд. На радно место помоћника командира полицијске станице у Одељењу полиције Полицијске управе Ваљево распоређен је 15. априла 1998. Од 1. јуна 1998. до 12. децембра 2008. радио је на Криминалистичко-полицијској академији као асистент–приправник. У наставно звање доцента за ужу научну област изабран је 12. децембра 2008, a у звање ванредног професора 8. септембра 2012. Ментор преко 20 специјалистичких и мастер радова.
Учестовао је у дефинисању и имплементацији пројекта Школски полицајац Министарства унутрашњих послова и Министарства просвете. Био члан Радно-стручне групе за моделовање организације рада полиције на принципима модела полиције у заједници. Испред Министарства унутрашњих послова заједно са Дејвидом Мелишем (DFID — Одељење за међународни развој Владе Велике Британије) извршио евалуацију пројекта „Полиција у локалној заједници и безбедне заједнице у Србији”. Учествовао у реализацији више пројеката на Полицијској и Криминалистичко-полицијској академији.